# Marek Malík
Marek Malík (Ostrava, 24 giugno 1975) è un ex hockeista su ghiaccio ceco.

## Palmarès

### Olimpiadi
- Bronzo a Torino 2006.